# Harberenbach
Der Harberenbach ist ein 2,6 Kilometer langer rechter Zufluss des Furtbachs in den Gemeinden Boppelsen und Otelfingen im Kanton Zürich. Der Bach entwässert ein rund 2,3 Quadratkilometer grosses Gebiet am Südhang der Lägern. 

## Geographie

### Verlauf

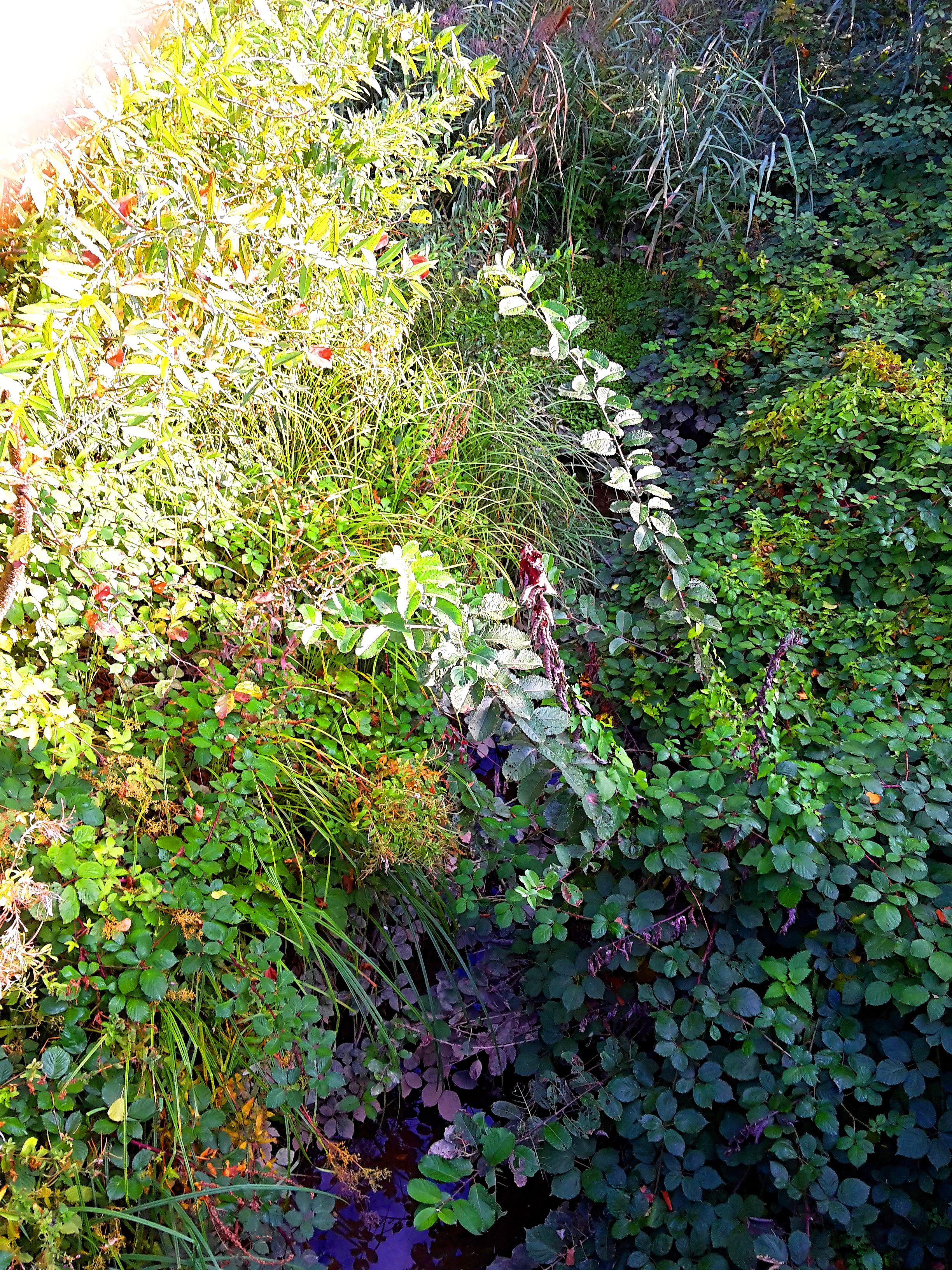
Harberenbach kurz vor der Mündung

Der Bach entspringt an einem Weg zwischen Feldern unterhalb von Boppelsen in der Flur Furi auf 522 m ü. M. Er fliesst anfangs meist in südöstliche Richtung vorbei am Weiler Neuwis und nimmt nur wenig später von links den Bachtobelbach auf, welcher hier 600 Meter länger ist als der Harberenbach. Er wird jetzt von einem Waldsaum begleitet und wendet sich gegen Südwesten. Kurz vor erreichen des Industriegebiets Otelfingen nimmt er von rechts das Zimeracherbächli auf. Er durchfliesst das Industriegebiet, teilweise eingedolt, wo ihm von links der Bach im Lauet zufliesst. Der Harberenbach erreicht nun den Golfpark Otelfingen, welcher er von Norden nach Süden durchfliesst und mündet schliesslich auf 416 m ü. M. von rechts in den hier renaturierten Furtbach.

### Einzugsgebiet

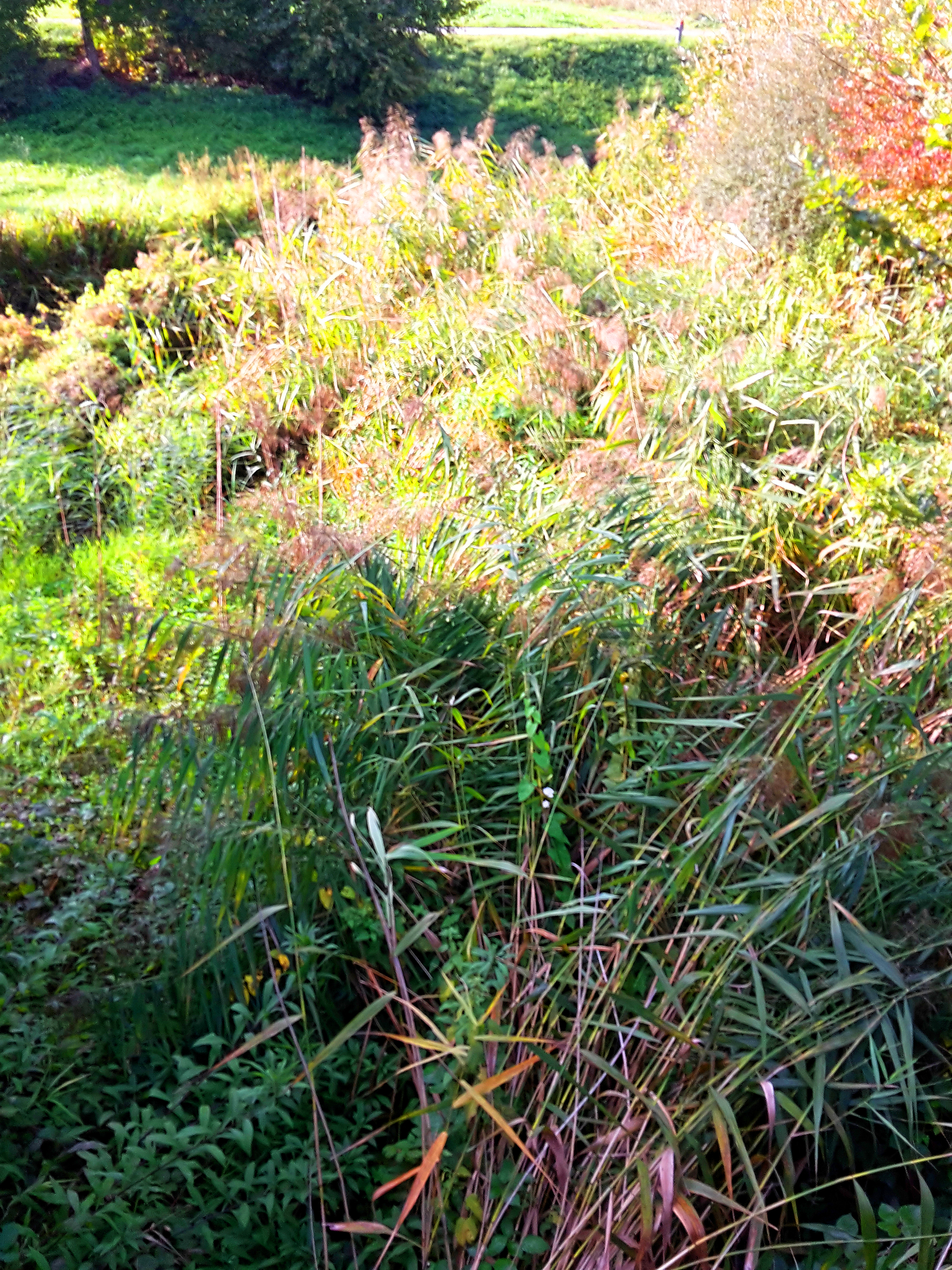
Zugewachsene Mündung des Harberenbachs in den Furtbach (hinten)

Das Einzugsgebiet des Harberenbachs misst 2,26 km². Das Amt für Abfall, Wasser, Energie und Luft, Abteilung Gewässerschutz rundet das Einzugsgebiet auf 2,5 km² auf, wovon 1,5 km² landwirtschaftliche Fläche, 0,7 km² Siedlungsfläche, 0,3 km² Wald und 0,01 km² unproduktive Fläche sind. Der höchste Punkt wird mit 635 m ü. M. im Norden wenig östlich von Boppelsen erreicht, der tiefste Punkt liegt an der Mündung in den Furtbach bei 416 m ü. M., was einer Differenz von 219 Metern entspricht. Im Westen und Norden liegt das Einzugsgebiet des Otelfinger Dorfbachs, im Osten das des Bännengrabens, welche beide ebenfalls in den Furtbach entwässern.

### Zuflüsse
Direkte und indirekte Zuflüsse des Harberenbachs mit Länge und Mündungshöhe:
Harberenbach-Quelle (522 m ü. M.)
- Bachtobelbach (links), 0,98 km (479 m ü. M.)
- Zimberacherbächli (rechts), 0,36 km (435 m ü. M.)
- Bach im Lauet (links), 0,47 km (422 m ü. M.)

Harberenbach-Mündung (416 m ü. M.)